# São Miguel da Baixa Grande
São Miguel da Baixa Grande is een gemeente in de Braziliaanse deelstaat Piauí. De gemeente telt 2.153 inwoners (schatting 2009).